# Résolution 207 du Conseil de sécurité des Nations unies
Membres permanents
- Chine (Taïwan)
- États-Unis
- France
- Royaume-Uni
- URSS

Membres non permanents
- Bolivie
- Côte d'Ivoire
- Jordanie
- Malaisie
- Pays-Bas
- Uruguay

Résolution no 206 Résolution no 208

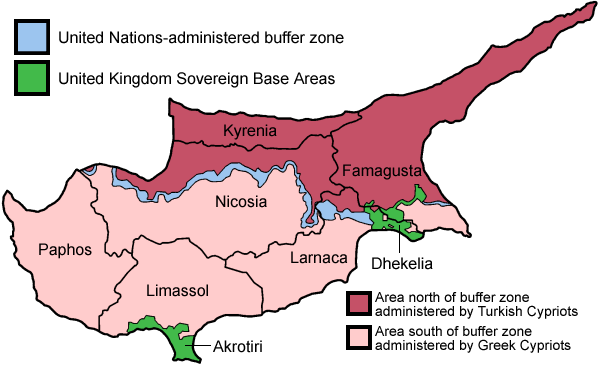
Résolution 207 du conseil de sécurité des Nations-Unies

La Résolution 207  est une résolution du Conseil de sécurité des Nations unies adoptée le 10 août 1965, dans sa 1236e séance, après avoir reçu un rapport par le Secrétaire général indiquant que les développements récents à Chypre avaient augmenté la tension sur l'île, le Conseil a réaffirmé sa Résolution 186 et a appelé toutes les parties à éviter toute action qui serait susceptible d'aggraver la situation.

## Vote
La résolution a été approuvée à l'unanimité.

## Texte
- Résolution 207 Sur fr.wikisource.org
- Résolution 207 Sur en.wikisource.org